# Urbanowo (Dobre Miasto)
Urbanowo (deutsch Zechern) ist ein Ort in der polnischen Woiwodschaft Ermland-Masuren. Er gehört zur Stadt-und-Land-Gemeinde Dobre Miasto (Guttstadt) im Powiat Olsztyński (Kreis Allenstein).

## Geographische Lage
Urbanowo liegt im nördlichen Westen der Woiwodschaft Ermland-Masuren, zwölf Kilometer südwestlich der früheren Kreisstadt Heilsberg (polnisch Lidzbark Warmiński) bzw. 31 Kilometer nordwestlich der heutigen Kreismetropole und auch Woiwodschaftshauptstadt Olsztyn (deutsch Allenstein).

## Geschichte
Der kleine Gutsort Zechern wurde 1874 in den neu errichteten Amtsbezirk Peterswalde (polnisch Piotraszewo) im ostpreußischen Kreis Heilsberg, Regierungsbezirk Königsberg, eingegliedert. Im Jahre 1910 zählte Zechern 88 Einwohner.
Am 30. September 1929 verlor der Gutsbezirk Zechern seine Eigenständigkeit und wurde in die Landgemeinde Launau (polnisch Łaniewo) im Amtsbezirk Reimerswalde (polnisch Ignalin) eingemeindet.
Als 1945 in Kriegsfolge das gesamte südliche Ostpreußen an Polen abgetreten wurde, erhielt Zechern die polnische Namensform „Urbanowo“. Heute ist der Ort eine Osada (= „Siedlung“) innerhalb der Gmina Dobre Miasto (Stadt-und-Land-Gemeinde Guttstadt) im Powiat Olsztyński (Kreis Allenstein), von 1975 bis 1998 der Woiwodschaft Olsztyn, seither der Woiwodschaft Ermland-Masuren zugehörig. Im  Jahre 2021 zählte Urbanowo 199 Einwohner.

## Religion
Urbanowo gehört heute wie Zechern bereits vor 1945 zur römisch-katholischen Kirche in Piotraszewo (Peterswalde), jetzt im Erzbistum Ermland gelegen.
Bis 1945 war Zechern außerdem in die damalige evangelische Kirche Guttstadt in der Kirchenprovinz Ostpreußen der Kirche der Altpreußischen Union eingepfarrt. Heute ist Urbanowo der Diözese Masuren der Evangelisch-Augsburgischen Kirche in Polen zugeordnet.

## Verkehr
Urbanowo liegt an einer Nebenstraße, die von Łaniewo (Launau) nach Piotraszewo (Peterswalde) führt.
Zwischen 1905 und 1945 war Launau die nächste Bahnstation. Sie lag an der Bahnstrecke Schlobitten–Bischdorf und wird seit 1945 nicht mehr befahren. Ihre Anlagen sind gänzlich demontiert.